# بيبي ذات الجورب الطويل
بيبي ذات الجورب الطويل هي شخصية خيالية من سلسلة قصص الأطفال للكاتبة السويدية أستريد ليندغرين وقد صورت في عدد من الأفلام والمسلسلات التلفزيونية. تمثل بيبي الشخصية المتمردة على السلطة المجتمعية وسلطة الكبار وسلطة التربية التقليدية، فهي لا تذهب إلى المدرسة وتكتسب تعليمها من والدها وخبرة السفر فحسب. وتتميز بيبي بأنها حرة الروح، شديدة التفاؤل، منطلقة التعبير والتصرف، تحسن الظن في الجميع مع حس عال بالعدالة والإنصاف، وما يثير إلهام الأطفال بالإضافة إلى ذلك هي قوتها الخارقة فهي تستطيع أن تحمل حصانها بيد واحدة، وفي قصة تحدت أقوى رجل في العالم في سيرك مر بقريتها بأن حملته بأثقاله على إصبع واحدة وهي تقول إن كان هو أقوى رجل في العالم فأنا أقوى فتاة في العالم، وأصبحت لازمة من مقولاتها التي تتناقلها الفتيات.
صدرت ترجمة عربية لها بعنوان "جنان ذات الجورب الطويل"

## روابط خارجية
- بيبي ذات الجورب الطويل على موقع ديسكوغز (الإنجليزية)